# اینجا ته دنیاست
اینجا ته دنیاست (فرانسوی: Juste la fin du monde‎) فیلمی در ژانر درام به کارگردانی خاویر دولان است که در سال ۲۰۱۶ منتشر شد. از بازیگران آن می‌توان به ناتالی بای، ونسان کسل، ماریون کوتیار، لئا سیدو و گاسپار اولیل اشاره کرد.

## بازیگران
- ناتالی بای
- ونسان کسل
- ماریون کوتیار
- لئا سیدو
- گاسپار اولیل